# 헤트 스테인

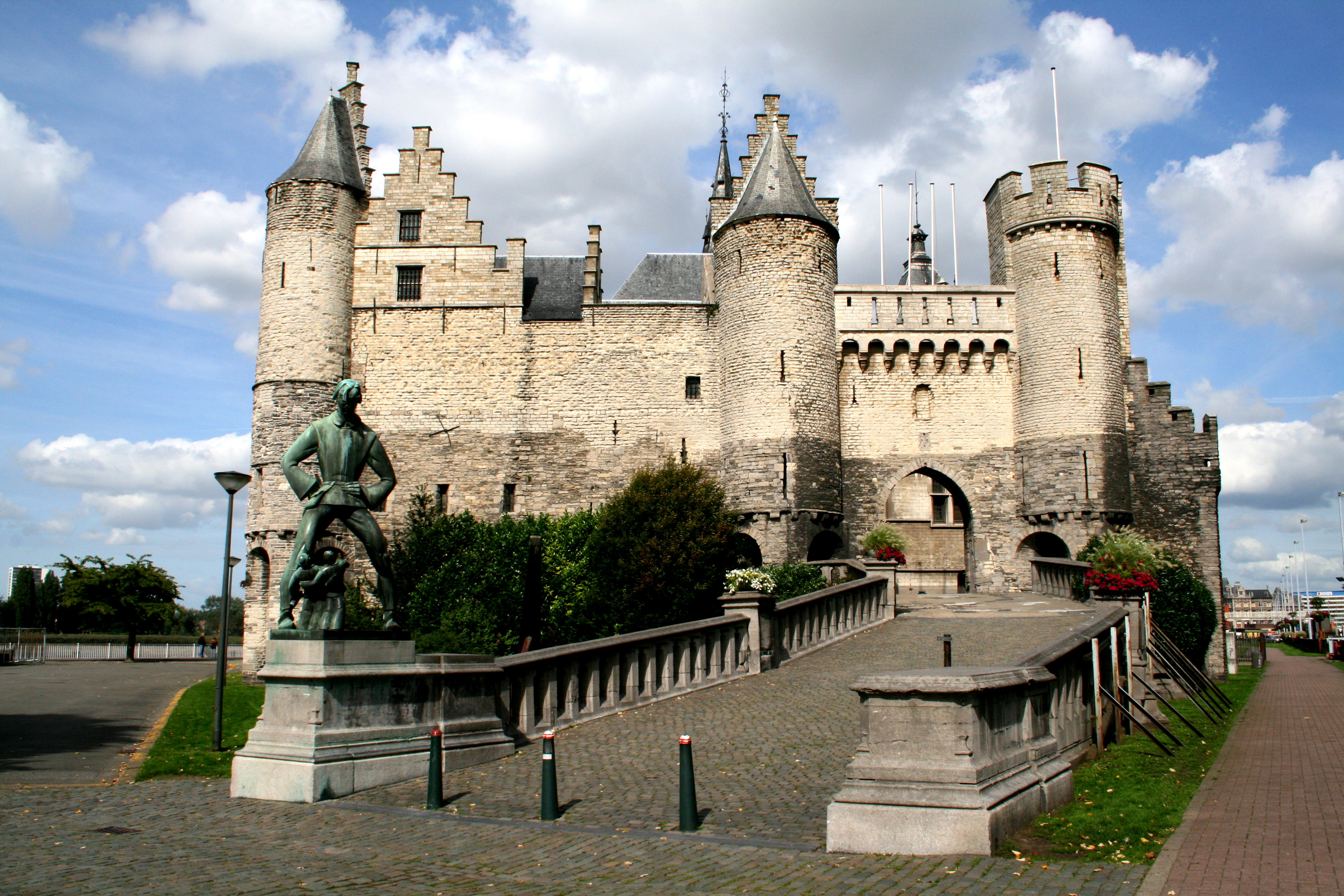
헤트 스테인

헤트 스테인(네덜란드어: Het Steen)은 벨기에 안트베르펜주 안트베르펜 구시가지 중심부에 있는 중세 요새로, 유럽에서 가장 큰 항구 중 하나다. 이 살아남은 구조물은 1200년에서 1225년 사이에 브라반트 공작의 더 큰 성으로 가는 관문으로 지어졌는데, 이 성은 19세기에 철거되었다. 안트베르펜의 첫 번째 석조 요새(성벽)인 헤트 스테인은 안트베르펜에서 가장 오래된 건물이다.
1890년 헤트 스테인은 고고학 박물관이 되었고, 1952년에는 별관이 추가되어 안트베르펜 해양사 박물관이 들어섰으나, 2011년에는 인근 안드스트룸 박물관으로 이전했다. 2차 세계 대전 당시 캐나다 군인들을 기리는 전쟁 기념관도 있다.
헤트 스테인의 대대적인 리노베이션은 2021년 10월에 완료되었으며 현대적인 콘크리트 확장 공사를 거쳐 방문자 센터로 재개관했다.